# Plaza de los Virreyes-Eva Perón
Plaza de los Virreyes-Eva Perón è una stazione della linea E della metropolitana di Buenos Aires. Si trova sotto plaza Túpac Amaru (sino al 2011 plaza de los Virreyes), all'intersezione tra l'Autostrada 25 de Mayo e l'avenida Lafuente, nel quartiere di Flores. È il capolinea ovest della linea.

## Storia
La stazione fu attivata l'8 maggio 1986.

## Interscambi
Nelle vicinanze della stazione effettuano fermata diverse linee di autobus urbani ed interurbani.
- Fermata autobus

## Servizi
La stazione dispone di:
- Biglietteria a sportello
- Biglietteria automatica